# Rochuskapelle (Eller)

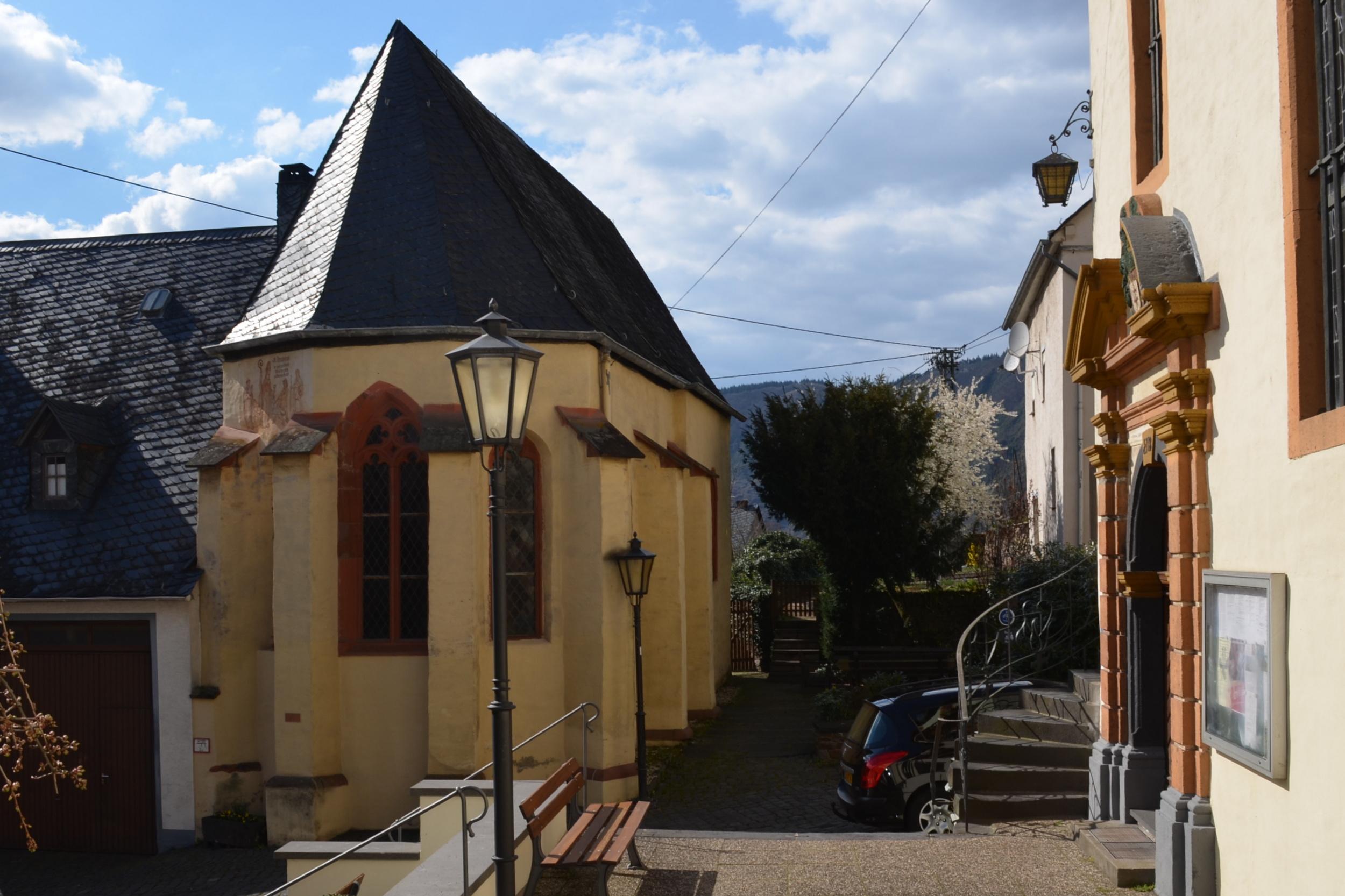
Rochuskapelle im Jahr 2015

Die katholische Kapelle St. Rochus befindet sich in Eller, einem Ortsteil von Ediger-Eller im Landkreis Cochem-Zell (Rheinland-Pfalz). Sie wurde im 12. Jahrhundert errichtet, um 1500 erweitert und bis 1800 als St. Arnulfkapelle bezeichnet. Sie ist ein geschütztes Kulturdenkmal.

## Geschichte
Die Rochuskapelle liegt in der Bachstraße unmittelbar gegenüber der Pfarrkirche St. Hilarius. Die Datierung ihrer Entstehung geht auf den Hinweis auf ein St. Arnulf geweihtes Bethaus zurück, das 1142 genannt wird. Etwa aus dieser Zeit stammen das Kirchenschiff und der ursprüngliche Chor. Unter Erzbischof Johann II. von Baden (1465–1503) wurde die Kapelle vergrößert und im Ostteil ein spätgotischer Chor angebaut. Davon zeugt auch das Wappen des Schlusssteines im Chor. Die Kapelle wurde zunächst St. Arnulf, um 1800 dann St. Rochus gewidmet, der als Schutzpatron gegen die Pest galt.
Das Gebäude liegt nach Osten ausgerichtet mit dem zweiachsigen Chor an der Straße, der Eingang befindet sich auf der Nordseite der Kapelle. Das westlich anschließende Schiff war früher flach gedeckt, im 18. Jahrhundert wurde die Decke erneuert. Nach der Profanierung um 1800 wurde der Dachreiter entfernt. Ab 1830 wurde das Gebäude als Abstellraum sowie Scheune genutzt und verfiel zusehends.
Über dem Südfenster der Außenseite ist eine spätgotische, figürliche Wandmalerei angebracht, die den heiligen Bischof Arnolfus darstellt und rekonstruiert wurde. Aufgrund des schlechten Erhaltungszustandes beschloss die Gemeinde 1967, das Gebäude zu renovieren und den ursprünglichen Zustand wiederherzustellen. Diese Renovierungs- und Restaurierungsarbeiten wurden 1974 abgeschlossen und die Kapelle wieder der ursprünglichen Bestimmung zugeführt.

## Ausstattung

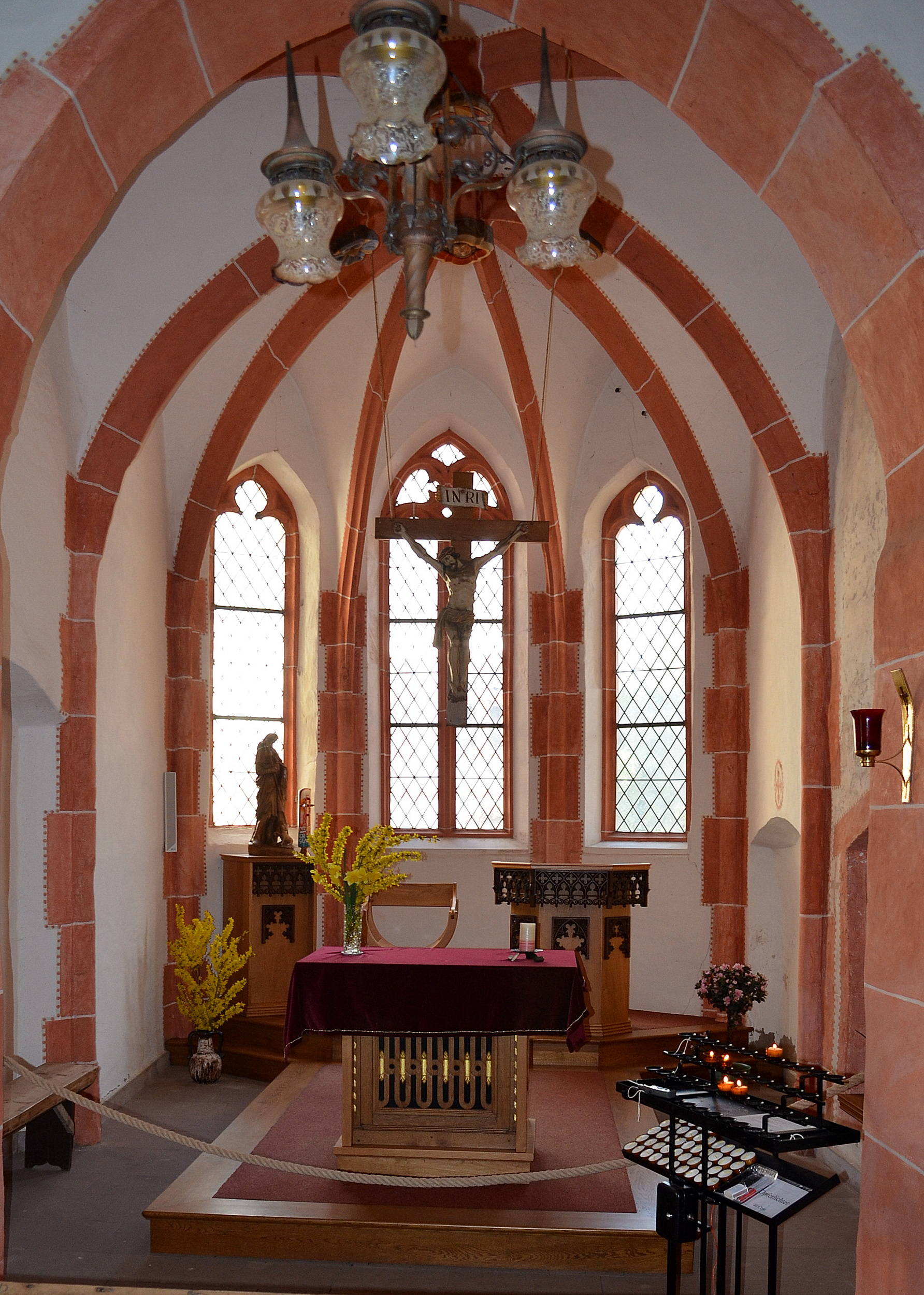
Chor mit Altar (2015)

Im Innenraum der Kapelle wurden bei den Renovierungsarbeiten in den Jahren 1972/73 Reste einer figürlichen Malerei freigelegt, die aus der Erbauungszeit der Kapelle stammt. Frühe Deutungsversuche des Freskos blieben zunächst erfolglos. Erst später wurde der Zusammenhang mit Martin Schongauers Kupferstich Ostentatio Christi deutlich: Ein Maurermeister hatte das Fresko mit der Ecce-homo-Szene aus der Passionsfolge nach Schongauers Vorlage aus dem 15. Jahrhundert anbringen lassen. Die Kapelle beherbergt zudem ein Grabkreuz, das mit der Jahreszahl 1733 bezeichnet ist.